# 伝習隊
伝習隊（でんしゅうたい）とは、江戸幕府が陸軍（幕府歩兵）編成し、フランス軍事顧問団の直接指導を受けた西洋式軍隊のこと。精鋭部隊として戊辰戦争では旧幕府軍の主力となり、隊長の大鳥圭介は箱館政権において陸軍最高位の陸軍奉行となった。

## 沿革
1867年（慶応3年）1月13日にシャノワーヌ(後の仏国陸軍大臣)やブリュネなど15人のフランス軍顧問団が来日し、幕府の勘定奉行小栗忠順が主導して創設され、士官、歩兵、砲兵、騎兵連隊教育がなされた（伝習）。しかし鉄砲担ぎを敬遠し旗本の応募はほとんど無く、兵士には、博徒・やくざ・雲助・馬丁・火消などの江戸の無頼の徒が徴募により集められた。この頃は同時に神奈川・八王子・藤沢などの農家の次男以下を集めて御料兵を編成していたが、彼らは身元が確かで品行方正ではあるが兵としての気質に疑問があり、大鳥の提案で博徒や雲助らが募集されたのである。この頃は大名旗本は江戸屋敷から領地に帰っており、屋敷付の雲助や馬丁は多く失業しており、彼らの応募は多かった。条件は身体頑強である事と身長が五尺二寸以上あることだけであった。
伝習隊の号令はすべてフランス語で行われ、当時最新鋭の装備を誇っていた。なお、装備は駐日公使レオン・ロッシュを通して購入され、このとき、フランス皇帝ナポレオン3世から二中隊分ずつの野砲、山砲が伝習隊に贈られている。
幕府陸軍の歩兵隊は江戸城西の丸下、大手前、小川町、三番町に設けられた屯所に入営したが、伝習隊も同様であり、大鳥圭介（歩兵頭並～歩兵奉行まで昇進）の元、大手前の第一大隊（隊長：小笠原石見守）、小川町の第二大隊（隊長：本多幸七郎）、三番町の第三大隊（隊長：平岡芋作）が編成された。当初は四大隊（計3200人）であったが、小川町の1大隊が幕府陸軍第6連隊に吸収されている。
1868年（慶応4年）1月の鳥羽・伏見の戦いでは伝習隊の一部（滝川具綏、大川正次郎等）が幕府陸軍の一部隊として参戦した。
同年、2月から4月にかけて、江戸開城時に江戸の旧幕府軍の多くは新政府に帰順したが、2000人から3000人の幕府歩兵隊や新選組などが江戸を脱走、伝習第一大隊（大手前大隊）、第二大隊（小川町大隊）も大鳥圭介に同行して1100名ほどが脱走した。
脱走した伝習隊などの約2000人は、5月4日（4月12日）に下総市川の国府台に集結して、大鳥圭介を総督（隊長）、土方歳三を参謀として部隊を編成した。その後、北関東に向かい、凌霜隊や貫義隊などの合流を受けて兵力を増加し途中の小山で西軍を撃破した。さらに宇都宮へと進軍、宇都宮を奪還した。
更に、別行動を取った草風隊、回天隊などの旗本子弟の部隊約700人も合流（後の伝習士官隊）、北関東から北陸・会津と転戦、激戦となった母成峠の戦いでは大きな被害をだした。その後、歩兵隊指揮は大川正次郎、士官隊指揮は滝川充太郎が行い、北海道松前の二股口の戦いでは新政府軍駒井政五郎の軍を敗走させている。最後は五稜郭へ向かった。
1869年6月27日（明治2年5月18日）、榎本武揚を筆頭とする五稜郭の旧幕府軍の降伏に従い、伝習隊も降伏して解散した。こうして戊辰戦争も終わった。
一方、伝習第三大隊（三番町大隊）を主とする1200人余りは新政府に帰順し、うち2個中隊が長州藩傘下の帰正隊として新政府に編入され、房総半島の鎮撫活動や奥州に転戦し、1869年（明治2年）には箱館に向けて出陣し、脱走幕府軍を攻撃している。